# Paraplagusia
Paraplagusia is een geslacht van straalvinnige vissen uit de familie van hondstongen (Cynoglossidae). Het geslacht is voor het eerst wetenschappelijk beschreven in 1865 door Bleeker.

## Soorten
- Paraplagusia bilineata (Bloch, 1787) – Bleeker
- Paraplagusia blochii (Bleeker, 1851)
- Paraplagusia guttata (Macleay, 1878)
- Paraplagusia japonica (Temminck & Schlegel, 1846)
- Paraplagusia longirostris Chapleau, Renaud & Kailola, 1991
- Paraplagusia sinerama Chapleau & Renaud, 1993